# Расточные станки

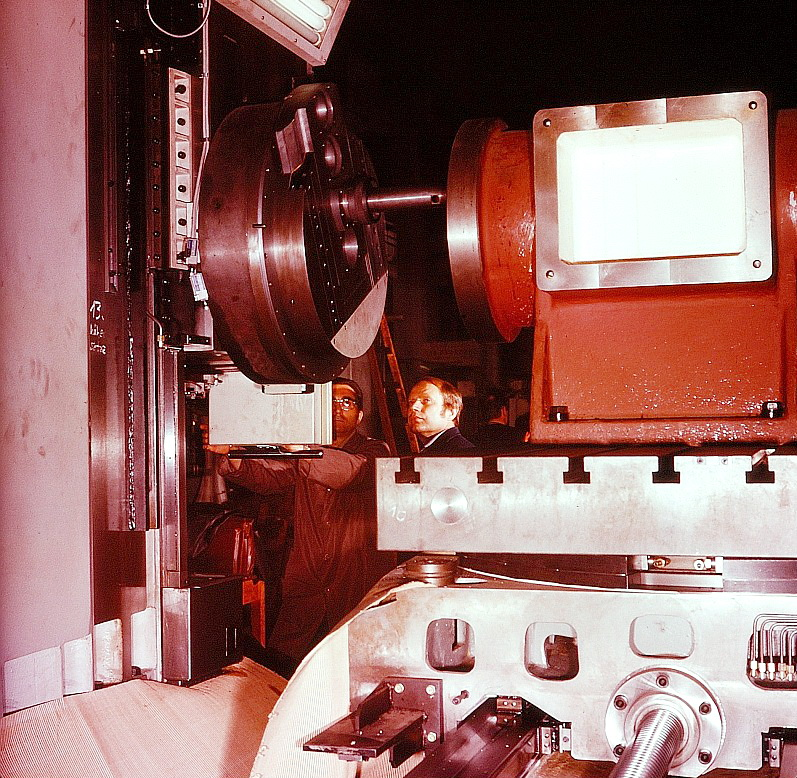
Горизонтально-расточной станок с большой расточной головкой и заготовкой, лежащей на столе.

Расточные станки — группа металлорежущих станков, предназначена для обработки заготовок крупных размеров в условиях единичного и серийного производства. На этих станках можно производить растачивание, сверление, зенкерование, нарезание внутренней и наружной резьб, обтачивание цилиндрических поверхностей, подрезку торцов, цилиндрическое и торцовое фрезерование. Иногда на расточных станках можно произвести окончательную обработку заготовки корпусной детали без перестановки её на другие станки.
Отличительной особенностью расточных станков является наличие горизонтального (или вертикального) шпинделя, совершающего движение осевой подачи. В отверстии шпинделя закрепляется режущий инструмент — борштанга с резцами, сверло, зенкер, развертка, фреза и др.

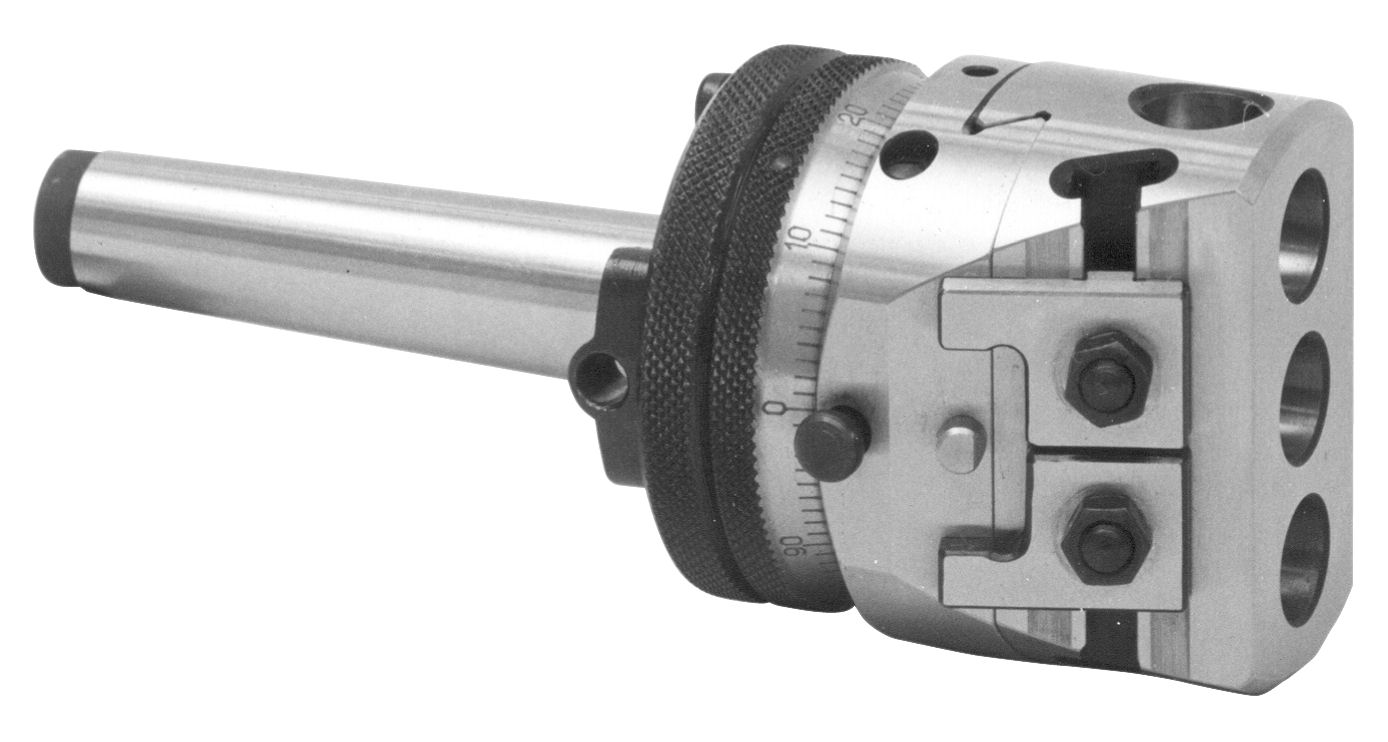
Расточная головка на коническом хвостовике Морзе. В одно из отверстий вставляется небольшой расточный резец. Головку можно смещать влево или вправо, обеспечивая точность обрабатываемого размера до 10 микрометров.

Перемещения, обеспечивающие установку шпинделя в заданное положение, и движения подачи сообщаются различным узлам расточных станков в зависимости от назначения, компоновки, размеров станка, а также характера операции.

## Виды расточных станков
- Горизонтально-расточные станки;
- Координатно-расточные станки;
- Алмазно-расточные станки;
- Токарно-расточной станок.

Виды станков обычно указываются на станке. Например: 2А450 — здесь цифра 2 означает группа станков (2-я группа — это сверлильно-расточные станки), буква А — модификацию, цифра 4 — это вид станков (4-й вид — координатно-расточные станки), и последние цифры означают характеристику станка.

### Горизонтально-расточные станки[1]
В горизонтально-расточных станках шпиндель располагается горизонтально. Движения, необходимые для выполнения технологического цикла, сообщаются различным узлам станка. Главным движением V станка является вращательно-поступательное движение шпинделя относительно его оси. Движение подачи сообщается либо инструменту, закрепленному в шпинделе, либо заготовке, установленной на столе или приспособлении, которое установлено на столе и. т.п., либо оператору с помощью специальной подвижной подножки, в зависимости от типа обработки.
Вспомогательными движениями в этих станках являются: установочные перемещения шпиндельной бабки в вертикальном направлении, установочные перемещения стола по двум координатам, установочное движение в горизонтальной плоскости оператора, установочное перемещение задней стойки с люнетом, установочное перемещение люнета на задней стойке, переключение скоростей и подач и т. д.

### Координатно-расточные станки[2]
Координатно-расточные станки предназначены для обработки отверстий с высокой точностью взаимного расположения относительно базовых поверхностей в корпусных деталях, кондукторных плитах, штампах в единичном и мелкосерийном производстве. На станках этого типа выполняют практически все операции, характерные для расточных станков. Ко всему прочему, на координатно-расточных станках можно еще и производить разметочные операции.
Для точного измерения координатных перемещений станки снабжены различными индуктивными, механическими, оптико-механическими и электронными устройствами отсчета, которые позволяют измерять перемещения подвижных узлов с высокой точностью. Станки снабжены универсальными поворотными столами, дающими возможность обрабатывать отверстия в полярной системе координат и наклонные отверстия.
По компоновке станки бывают одностоечными и двухстоечными. Главным движением является вращение шпинделя, а движением подачи — вертикальное перемещение шпинделя.
Установочные движения в одностоечных станках — это продольное и поперечное перемещение стола на заданные координаты и вертикальное перемещение шпиндельной бабки в зависимости от высоты детали. В двухстоечных станках — это продольное перемещение стола, поперечное перемещение шпиндельной бабки по траверсе и вертикальное перемещение траверсы со шпиндельной бабкой.